# Клеома орнитопусовидная
Клео́ма орнитопусови́дная, или Клео́ме птицено́гая (лат. Cleǒme ornithopodioīdes) — однолетнее травянистое растение; типовой вид рода Клеома (Cleome) семейства Клеомовые (Cleomaceae).

## Ботаническое описание
Терофит. Однолетнее травянистое растение 10—60 см высотой, со стержневым корнем.
Стебель ветвистый, прямостоячий. Листья тройчатые, линейные, цельнокрайние, светло-зелёные (снизу сизые, железистые), верхушечные листья уменьшены, цельные.
Цветки белые или розовые, собраны в верхушечные кисти на длинных ножках в пазухах прицветников. Тычинок шесть. Цветёт в июне — августе.
Плод — одногнёздная многосемянная коробочка. Семена чёрные. Плодоносит в августе — сентябре. Размножается семенами.

## Распространение и местообитание
Растёт в Передней Азии (Кипр, Турция) и юго-восточной Европе (Албания, Болгария, Греция, Македония).
Встречается на юго-востоке Украины (бассейны рек Крынки и Миуса) и прилегающей территории России (Ростовская область, Северный Кавказ).

## Охранный статус

### В России
Растёт на территории Северо-Осетинского заповедника.

### На Украине
Входит в Красную книгу Украины, охраняется в Карадагском природном заповеднике.